# کوکنزی و پورت استون
کوکنزی و پورت استون (به انگلیسی: Cockenzie and Port Seton) یک شهرک در اسکاتلند است که در لوتیان شرقی واقع شده است.